# Orderklausel
Eine Orderklausel ist ein Vermerk auf einem Orderpapier, der die Übertragung des Papiers auf einen anderen als den im Papier genannten Berechtigten ermöglicht oder ausschließt.

## Arten
Das Wort „Order“ stammt vom französischen Begriff Ordre, was in diesem Zusammenhang als „Anweisung“ oder „Auftrag“ übersetzt werden kann. Die Orderklausel ist also eine feststehende Formulierung, mit deren Hilfe ihr Aussteller eine Anweisung über das rechtliche Schicksal eines Orderpapiers erteilt. Wertpapierrechtlich wird zwischen positiver und negativer Orderklausel unterschieden. Durch die positive Orderklausel („für mich an die Order von...“) wird eine weitere Übertragung des Wertpapiers an Dritte erlaubt, während die negative Orderklausel („nicht an Order“) eine Weitergabe erschwert. Die positive Orderklausel gestattet eine Übertragung der Urkunde mittels Indossament, eine negative Orderklausel ermöglicht eine Übertragung des Wertpapiers lediglich durch Zession. Durch eine negative Orderklausel wird mithin die Übertragung eines Wertpapiers keineswegs untersagt.

## Geborene und gekorene Orderpapiere
Geborene Orderpapiere sind kraft Gesetzes als Orderpapiere vorgesehen und besitzen automatisch eine positive Orderklausel. Bei ihnen muss die Orderklausel mithin nicht erst durch den Aussteller der Urkunde angebracht werden. Die weitere Übertragung des Wertpapiers kann deshalb nicht mehr durch eine negative Orderklausel erschwert werden; vielmehr wird dies durch ein Rektaindossament erreicht.  Bei gekorenen Orderpapieren wird die Eigenschaft des Wertpapiers als Orderpapier erst durch die positive Orderklausel („oder an Order“) begründet. Fehlt es an dieser, gehört das gekorene Orderpapier zu den Namenspapieren und kann nur durch Zession übertragen werden.
Scheck oder Wechsel gehören wertpapierrechtlich zu den geborenen Orderpapieren, die von vorneherein eine positive Orderklausel enthalten. In Art. 11 Abs. 1 WG wird für den Wechsel (und auch für alle anderen geborenen Orderpapiere) klargestellt, dass jeder Wechsel durch Indossament übertragen werden kann, „auch wenn er nicht ausdrücklich an Order lautet“. Die Eigenschaft als geborenes Orderpapier kann bei ihnen nur durch Anbringung eines Rektaindossaments nachträglich ausgeschlossen werden, durch welches sie zu „technischen“ Namenspapieren werden. In diesem Falle spricht man vom Rektascheck bzw. vom Rektawechsel (Art. 11 Abs. 2 WG). Gekorene Orderpapiere (§ 363 ff. HGB) sind echte Namenspapiere, wenn auf ihnen die positive Orderklausel fehlt. 